# Del rancho para el mundo
Del Rancho Para El Mundo es el tercer disco del cantautor Espinoza Paz

## Canciones
1. Te Voy a Extrañar - 3:09
2. El Culpable - 3:50
3. Niña Bien - 2:41
4. Al Diablo Lo Nuestro - 4:02
5. Indestructible - 3:19
6. Volver - 4:12
7. A Kilómetros De Aquí - 3:29
8. Esta Es Pa' Mi Viejo - 3:24
9. Calles De Tierra - 3:39
10. Mis Amistades - 3:48
11. 24 Horas, Ft. David Bisbal- 3:29